# New York City (bài hát của The Chainsmokers)
"New York City" là một bài hát của bộ đôi DJ người Mỹ The Chainsmokers. Bài hát có sự hợp tác giọng ca của ca sĩ người Mỹ Brittany Amaradio. Đây là đĩa đơn thứ năm và cuối cùng từ EP đầu tiên của họ Bouquet. Bài hát đạt cao nhất tại vị trí thứ 25 trên bảng xếp hạng Billboard Dance/Electronic Songs và thứ 80 trên bảng xếp hạng Dance/Electronic Songs cuối năm 2016.

## Xếp hạng

### Bảng xếp hạng hàng tuần
| Bảng xếp hạng (2015–16)                       | Vị trí cao nhất |
| --------------------------------------------- | --------------- |
| Hoa Kỳ Hot Dance/Electronic Songs (Billboard) | 25              |

### Bảng xếp hạng cuối năm
| Bảng xếp hạng (2016)                          | Vị trí cao nhất |
| --------------------------------------------- | --------------- |
| Hoa Kỳ Hot Dance/Electronic Songs (Billboard) | 80              |

## Lịch sử phát hành
| Khu vực  | Ngày                 | Định dạng       | Nhãn đĩa           | Tham khảo |
| -------- | -------------------- | --------------- | ------------------ | --------- |
| Toàn cầu | 23 tháng 10 năm 2015 | Tải kỹ thuật số | Disruptor Columbia |           |
| Hoa Kỳ   | 30 tháng 10 năm 2015 | Top 40 radio    | Disruptor Columbia |           |